# Église de la Panagía Faneroméni (Íos)
Pour les articles homonymes, voir Panagía Faneroméni.
L’église de la Panagía Faneroméni (en grec moderne : μονή Παναγίας Φανερωμένης) est une chapelle chrétienne orthodoxe située sur l'île d’Íos, dans l'archipel des Cyclades, en Grèce. Perchée sur une falaise surplombant la mer Égée, elle est réputée pour son isolement, son architecture cycladique épurée et sa célébration annuelle du 15 août, jour de la Dormition de la Vierge.

## Situation
L'église se trouve à l'extrémité sud-ouest de l'île, près du cap de Kalamos, à environ 300 mètres d'altitude. Elle est accessible uniquement par un sentier escarpé depuis le village de Manganári, ce qui en fait un lieu de pèlerinage discret mais prisé.

## Architecture
Construite au XVIIe siècle, l'église est un exemple typique de l'architecture post-byzantine cycladique, :
- Murs blanchis à la chaux
- Dôme bleu surmonté d'une croix
- Clocher-mur à deux cloches
- Plan rectangulaire à nef unique
- Intérieur sobre avec iconostase en bois peint

Elle est entourée d'un muret en pierre sèche et d'une petite cour pavée, utilisée lors des célébrations liturgiques.

## Culte et traditions
La chapelle est dédiée à la Vierge Marie sous l'invocation de la « Faneroméni » (la « Révélée »). Selon la tradition locale, une icône aurait été miraculeusement découverte sur le site, ce qui aurait motivé la construction de l'église.
Chaque 15 août, les habitants de l'île organisent une procession à pied jusqu'à la chapelle, suivie d'une liturgie et d'un repas communautaire. Ce pèlerinage est considéré comme l'un des plus authentiques de l'île, loin des circuits touristiques.